# جنسانية
الجنسانية البشرية (بالإنجليزية: Human sexuality)‏ هي الطريقة التي يختبر بها الناس ويعبرون عن أنفسهم جنسيًا. يشمل ذلك المشاعر والسلوكيات البيولوجية، أو الجنسية، أو الجسدية، أو العاطفية، أو الاجتماعية، أو الروحانية. لا يوجد تعريف محدد لهذا المصطلح، نظرًا لكونه مصطلحًا عامًا، يتباين مع السياقات التاريخية عبر الزمن. تتعلق الجوانب البيولوجية والجسدية للنشاط الجنسي إلى حدٍ كبيرٍ بوظائف تكاثر الإنسان، بما في ذلك دورة الاستجابة الجنسية البشرية.
إن التوجه الجنسي لشخص ما هو نمط اهتمامه الجنسي بالجنس الآخر أو بالجنس ذاته. تشمل الجوانب الجسدية والعاطفية للحياة الجنسية الروابط بين الأفراد التي تعبر عنها المشاعر العميقة أو المظاهر الجسدية للحب والثقة والرعاية. تتناول الجوانب الاجتماعية آثار المجتمع البشري على جنسانية الفرد، بينما تتعلق الروحانية بالارتباط الفرد الروحي بالآخرين. تؤثر الحياة الجنسية أيضًا على جوانب الحياة الثقافية والسياسية والقانونية والفلسفية والأخلاقية والدينية، وتتأثر بها.
يزداد الاهتمام بالنشاط الجنسي عادة عندما يصل الفرد سن البلوغ. لم تحظ نظرية واحدة حول سبب التوجه الجنسي بتأييد واسع النطاق حتى الآن، إلا أن الأدلة الداعمة لأسباب غير اجتماعية للتوجه الجنسي أكثر بكثير من الأدلة الاجتماعية، وخاصة بالنسبة للذكور. لا تدعم فرضيات الأسباب الاجتماعية سوى أدلة ضعيفة، تفقدها عوامل ملتبسة عديدة الدقة. تؤيد هذا الأمر أيضًا أدلة متعددة الثقافات، لأن الثقافات عالية التسامح مع المثلية الجنسية لا تتمتع بمعدلات أعلى من ذلك كثيرًا.
توفر المنظورات التطورية بشأن الاقتران البشري والتكاثر واستراتيجياته ونظرية التعلم الاجتماعي المزيد من الآراء عن الجنسانية. تشمل الجوانب الاجتماعية والثقافية للحياة الجنسية التطورات التاريخية والمعتقدات الدينية. نُظر إلى بعض الثقافات على أنها مقموعة جنسيًا. تشمل دراسة الجنسانية أيضًا الهوية الإنسانية داخل الفئات الاجتماعية، والأمراض أو العدوى المنقولة جنسيًا، ووسائل تحديد النسل.

## تطورها

### التوجه الجنسي
هناك أدلة تدعم الأسباب الفطرية للتوجه الجنسي أكثر بكثير من الأدلة التي تدعم الأسباب المكتسبة، ولا سيما بالنسبة للذكور. تشمل هذه الأدلة العلاقة بين الثقافات بين المثلية الجنسية وعدم التوافق الجندري الطفلي، والعوامل الوراثية المعتدلة الموجودة في الدراسات التوأمية، والأدلة على التأثيرات الهرمونية السابقة للولادة على تنظيم الدماغ، وتأثير ترتيب الولادات الأخوية، والنتائج التي تشير إلى أنه في حالات نادرة ينشأ فيها الذكور الرضع على أنهم فتيات بسبب الاختلافات الجسدية، وانجذابهم رغم ذلك للإناث. لا تدعم فرضيات الأسباب الاجتماعية سوى أدلة ضعيفة، تفقدها عوامل ملتبسة عديدة الدقة. أيضًا تميل الأدلة المتعددة الثقافات أكثر نحو قضايا غير اجتماعية. إن الثقافات التي تتسامح كثيرًا مع المثلية الجنسية لا تتمتع بمعدلات أعلى كثيرًا. إن السلوك الجنسي المثلي شائع نسبيًا بين الفتيان في المدارس الداخلية البريطانية غير المختلطة، ولكن البريطانيين البالغين الذين التحقوا بهذه المدارس ليس من المرجح أن يمارسوا السلوك الجنسي المثلي أكثر من أولئك الذين لم يلتحقوا بها. في الحالات القصوى، يطلب شعب الساموا طقسًا من أبنائهم أن يمارسوا السلوك الجنسي المثلي خلال فترة المراهقة قبل أن يتمكنوا من الاتصال بالإناث، ومع ذلك فإن معظم هؤلاء الأولاد يصبحون مغايرين جنسيًا.
لا بُفهم على وجه الدقة سبب استمرار الجينات المسببة للمثلية الجنسية قائمة في تجميعة الجينات. تنطوي إحدى الفرضيات على اختيار الأقارب، وتقترح أن يستثمر المثليون بما يكفي في أقاربهم للتعويض عن تكاليف عدم التكاثر بشكل مباشر. لم تدعم ذلك دراسات في الثقافات الغربية، ولكن عدة دراسات عن شعب الساموا وجدت بعض التأييد لهذه الفرضية. هناك فرضية أخرى تتعلق بجينات غريمة جنسيًا، تتسبب في المثلية الجنسي عندما يعبر الذكور عنها ولكنها تزيد من التكاثر عندما يعبر عنها في الإناث. وجدت الدراسات في كل من الثقافات الغربية وغير الغربية دعمًا لهذه الفرضية.

### الفروق الجندرية
توجد نظريات نفسية بشأن تطور الفروق الجندرية والتعبير عنها في الجنسانية البشرية. يتفق عدد منهن (بما في ذلك نظريات التحليل النفسي الجديدة، والنظريات الأحيائية الاجتماعية، ونظرية التعلم الاجتماعي، ونظرية الدور الاجتماعي، ونظرية النص) على التنبؤ بأن الرجال ينبغي أن يكونوا أكثر قبولًا للجنس العرضي (الجنس الذي يحدث خارج علاقة مستقرة والتزامية، مثل: الزواج) وينبغي أيضًا أن يكونوا أكثر اختلاطيةً (لديهم عدد أكبر من الشركاء الجنسيين) من النساء. تتسق هذه النظريات في معظمها مع الاختلافات الملاحظة في سلوكيات الذكور والإناث تجاه الجنس العرضي قبل الزواج في الولايات المتحدة.
هناك جوانب أخرى من الجنسانية البشرية، مثل الشبع الجنسي، والجنس الفموي، والمواقف إزاء المثلية الجنسية والاستمناء، لا تظهر إلا فروق ملحوظة قليلة بين الذكور والإناث. إن الاختلافات الملاحظة بين الجنسين فيما يتعلق بعدد الشركاء الجنسيين قليلة، إذ يميل الذكور إلى أن يتكاثروا أكثر بقليل من الإناث.

## الجوانب البيولوجية والفسيولوجية
على غرار الثدييات الأخرى، يصنَّف البشر جنسيًا إلى ذكور وإناث في المقام الأول، مع وجود نسبة صغيرة (حوالي واحد بالمئة) من الثنائيين جنسيًا، الذين قد لا يكون تصنيفهم الجنسي واضحًا بالنسبة لهم.
تتناول الجوانب البيولوجية للجنسانية البشرية الجهاز التناسلي، ودورة الاستجابة الجنسية البشرية، والعوامل التي تؤثر في هذه الجوانب. تعالج أيضًا تأثير العوامل البيولوجية على جوانب أخرى من الجنسانية، مثل: الاستجابات العضوية والعصبية، والوراثة، والمشاكل الهرمونية، والجنسانية، والعجز الجنسي.

### التشريح الطبيعي والتكاثر
يتشابه الذكور والإناث تشريحيًا، يشمل هذا، إلى حد ما، تطور الجهاز التناسلي. عند بلوغ الإناث سن الرشد، تمتلكن آليات إنجابية مختلفة تمكنهن من ممارسة الأفعال الجنسية والتكاثر. يتعامل الرجال والنساء مع المحفزات الجنسية بطريقة مماثلة مع اختلافات طفيفة. للنساء دورة إنجاب شهرية، في حين أن دورة إنتاج الحيوانات المنوية للذكور أكثر دوامًا.

#### الدماغ
تعد تحت المهاد أهم جزء في الدماغ من ناحية أداء الوظائف الجنسية، وهي منطقة صغيرة في أسفل الدماغ تتألف من عدة مجموعات من أجسام الخلايا العصبية التي تتلقى مدخلات من الجهاز النطاقي. أظهرت الدراسات أن تدمير بعض مناطق تحت المهاد في بعض حيوانات التجارب قضى على سلوكها الجنسي. تعزى أهمية تحت المهاد نظرًا لعلاقتها بالغدة النخامية التي تكمن أسفلها. تفرز الغدة النخامية الهرمونات التي تنتج في تحت المهاد وفيها أيضًا. الهرمونات الجنسية الأربعة المهمة هي الأوكسيتوسين، والبرولاكتين، الهرمون المنشط للحوصلة، والهرمون المنشط للجسم الأصفر. يُطلق الأوكسيتوسين، الذي يُشار إليه أحيانًا بـ «هرمون الحب» في كلا الجنسين خلال الجماع الجنسي عندما يبلغ الشخص النشوة الجنسية. أُشير إلى أن الأوكسيتوسين حاسم للأفكار والسلوكيات اللازمة للحفاظ على علاقات وثيقة. يطلق الهرمون أيضًا في النساء عند الولادة أو عند الرضاعة الطبيعية. يعمل البرولاكتين والأوكسيتوسين كلاهما على تحفيز إنتاج الحليب لدى النساء. الهرمون المنشط للحوصلة مسؤول عن الإباضة لدى النساء، ويعمل عن طريق التسبب في نضوج البويضات، أما في الرجال، يحفز إنتاج الحيوانات المنوية. يستحث هرمون الهرمون المنشط للجسم الأصفر الإباضة، أي إطلاق بويضة ناضجة.

#### التشريح الذكري والجهاز التناسلي
لدى الذكور أيضًا أعضاء تناسلية داخلية وخارجية مسؤولة عن التكاثر والاتصال الجنسي. إن إنتاج الحيوانات المنوية يحدث بشكل دوري، ولكن بخلاف دورة تبويض الإناث، تنتج الحيوانات المنوية باستمرار ملايين الحيوانات المنوية يوميًا.